# Leon Coleman
Pour les articles homonymes, voir Coleman.
Leonard « Leon » Coleman  (né le 1er septembre 1944) est un athlète américain spécialiste du 110 mètres haies. 
Il participe aux Jeux olympiques de Mexico, en 1968, et se classe quatrième de la finale du 110 mètres haies en 13 s 6, échouant à deux dixièmes de seconde de l'Italien Eddy Ottoz, médaillé de bronze.
Il remporte le titre du 110 yards haies des Championnats des États-Unis de 1969, terminant ex aequo dans le temps de 13 s 42 avec son compatriote Willie Davenport. Ce temps constitue la meilleure performance mondiale de l'année 1969.